# Беликов, Герман Алексеевич
Ге́рман Алексе́евич Бе́ликов (10 февраля 1933, Ставрополь, РСФСР — 24 декабря 2019, Ставрополь) — российский краевед и историк, член Союза писателей России, старший научный сотрудник Ставропольского краеведческого музея.
Учась в школе, Герман под руководством отца-историка издавал краеведческий журнал, на обложке которого были уже снесённые Тифлисские ворота (как символ владычества России на Кавказе они по инициативе Беликова были воссозданы в 1990-е годы).
Почётный гражданин города Ставрополя.